# Цаннер (ледник)
Ца́ннер (груз. წანერი; также Цанери) — сложный долинный ледник на южном склоне Главного Кавказского хребта (Грузия).
Длина ледника составляет 10,1 км, площадь — 28,8 км². Область питания находится на высотах до 4150 м и у гребня смыкается с фирновым бассейном ледника Безенги, текущего на север. Фирновая линия лежит на высоте 3190 м; язык спускается до 2390 м и даёт начало реке Цаннер, левой составляющей реки Мулхура (бассейн Ингури). С начала XX века конец ледника отступил на 1,5 км; в настоящее время этот процесс продолжается.
Название ледника со сванского переводится как «небо».